# Albert ze Zdounek
Vladyka Albert de Donka, Albert de Doneken (občas se v listinách vyskytuje ve zkomolené podobě Albert de Domka nebo Albert de Noneken), čili Albert ze Zdounek, je zmiňován v listině z r. 1298 jako moravský komoří a správce rozsáhlých královských lesů, polí luk, rybníků a potoků v oblasti Chřibů. Sídlil pravděpodobně na zeměpanském hradě Buchlově a tento kraj spravoval v letech 1295 až 1300. Byl jmenován jako lesník (forestarius regius) hor tehdy nazývaných Greczne. Je zmiňovaný i v listině z roku 1320, kdy zastával úřad královského lovčího na Buchlově. Jeho jméno se vyskytuje v pramenech až do roku 1328.